# 1983-as atlétikai világbajnokság – férfi 800 m
A világbajnokság 800 méteres síkfutó számára 60 atléta nevezett. Nyolc előfutam és három középfutam után a döntőt augusztus 9-én, kedden rendezték.

## Döntő
- Kedden tartották: 1983. augusztus 9.

| Hely. | Versenyző             | Időeredmény |
| ----- | --------------------- | ----------- |
|       | Willi Wülbeck FRG     | 1:43.65     |
|       | Rob Druppers NED      | 1:44.20     |
|       | Joaquim Cruz BRA      | 1:44.27     |
| 4.    | Peter Elliott GBR     | 1:44.87     |
| 5.    | James Robinson USA    | 1:45.12     |
| 6.    | Agberto Guimarães BRA | 1:45.46     |
| 7.    | Hans-Peter Ferner FRG | 1:45.74     |
| 8.    | David Patrick USA     | 1:46.56     |

## Elődöntők
- Hétfőn tartották: 1983. augusztus 8.

| Hely. | Versenyző              | Időeredmény |
| ----- | ---------------------- | ----------- |
| 1.    | Joaquim Cruz BRA       | 1:45.62     |
| 2.    | James Robinson USA     | 1:46.16     |
| 3.    | Philippe Dupont FRA    | 1:46.36     |
| 4.    | Viktor Kalinkin URS    | 1:46.83     |
| 5.    | Mike Solomon TRI       | 1:47.10     |
| 6.    | Matthias Assmann FRG   | 1:48.73     |
| 7.    | Mike Hillardt AUS      | 1:49.64     |
| —     | Alberto Juantorena CUB | DNS         |

| Hely. | Versenyző             | Időeredmény |
| ----- | --------------------- | ----------- |
| 1.    | Willi Wülbeck FRG     | 1:46.21     |
| 2.    | Agberto Guimarães BRA | 1:46.37     |
| 3.    | José Marajo FRA       | 1:46.39     |
| 4.    | David Mack USA        | 1:46.39     |
| 5.    | Colomán Trabado ESP   | 1:46.85     |
| 6.    | Garry Cook GBR        | 1:47.48     |
| 7.    | Sammy Koskei KEN      | 1:48.92     |
| 8.    | Binko Kolev BUL       | 1:50.23     |

| Hely. | Versenyző              | Időeredmény |
| ----- | ---------------------- | ----------- |
| 1.    | Hans-Peter Ferner FRG  | 1:45.24     |
| 2.    | David Patrick USA      | 1:45.30     |
| 3.    | Peter Elliott GBR      | 1:45.38     |
| 4.    | Rob Druppers NED       | 1:45.55     |
| 5.    | Detlef Wagenknecht GDR | 1:45.70     |
| 6.    | Peter Pearless NZL     | 1:47.82     |
| 7.    | José Luiz Barbosa BRA  | 1:48.05     |
| 8.    | Jorma Härkönen FIN     | 1:49.39     |

## Előfutamok
- Vasárnap tartották: 1983. augusztus 7.